# Charles-Louis de La Vallée Poussin

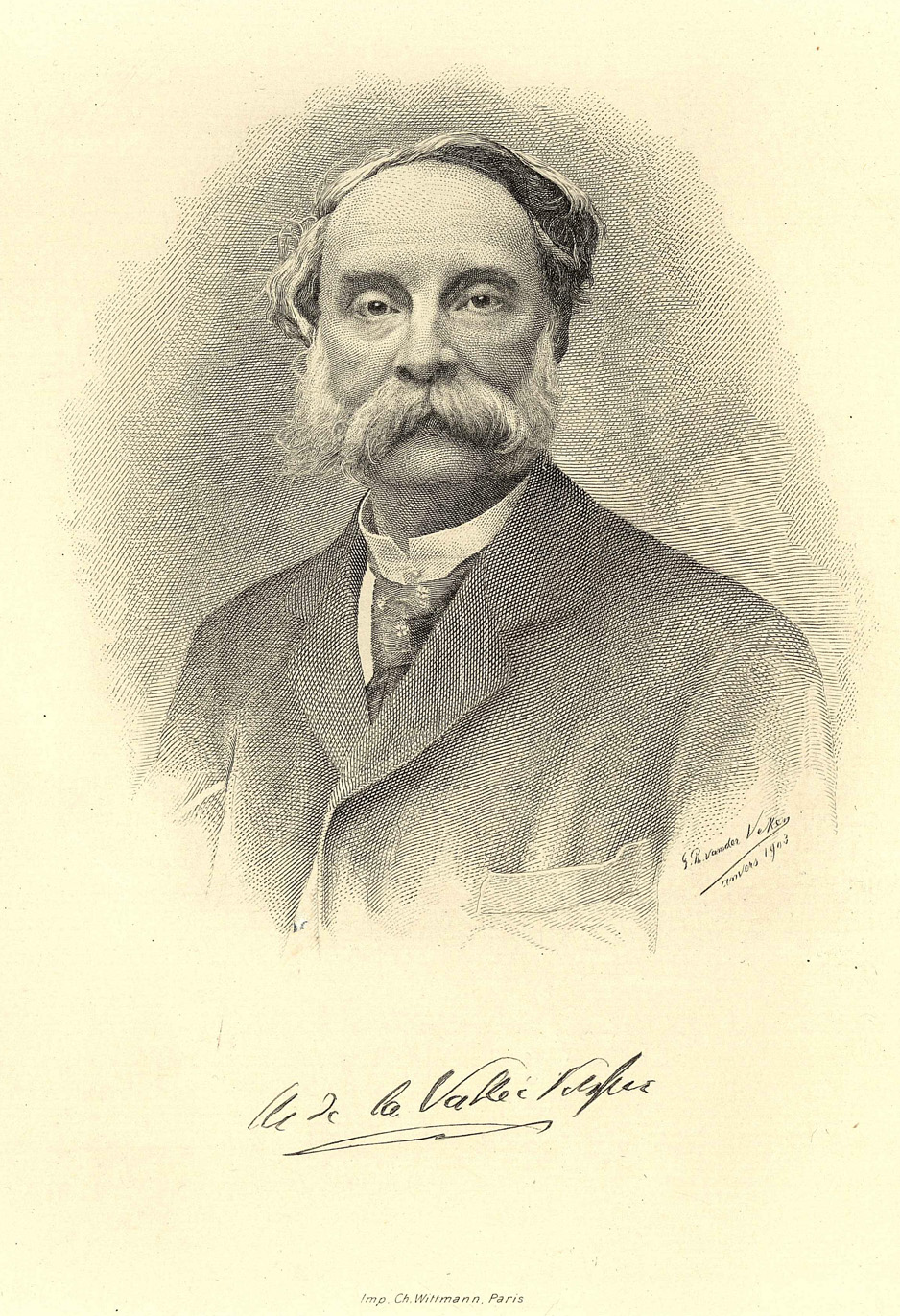
Charles-Louis de la Vallée Poussin

Charles-Louis-Joseph-Xavier de la Vallée Poussin (Namen, 6 april 1827 - Brussel, 15 maart 1903) was een Belgisch geoloog en mineraloog.
De la Vallées vader was een Franse officier die met een Vlaamse vrouw trouwde en naar België emigreerde. De la Vallée groeide op in Namen, waar hij het Collège Notre-Dame-de-la-Paix bezocht. Daarna ging hij naar Parijs om wiskunde te studeren aan de École polytechnique. Hij bleef echter tien jaar in Parijs, waar hij behalve wiskunde ook literatuur en filosofie studeerde. Hij werd op voorspraak van de bekende Belgische geoloog Jean d'Omalius d'Halloy (1783-1875) in 1863 tot hoogleraar in de mineralogie en geologie benoemd aan de universiteit van Leuven.
De la Vallée onderzocht in zijn aanstelling te Leuven de geologie van de Belgische en Franse Ardennen. Samen met zijn collega Alphonse Renard beschreef hij de petrografie van de metamorfe gesteenten van de kristallijne massieven van de Ardennen, maar hij bestudeerde ook de stratigrafie van de kalksteenlagen uit het Carboon die in het gebied voorkomen. Ook deed hij onderzoek naar geomorfologie, zo bestudeerde hij de vorming van het dal van de Maas in de Ardennen. Ook hielp hij mee bij het samenstellen en verbeteren van de geologische kaart van België.
De la Vallée had drie zoons, waarvan de bekendste, Charles-Jean de La Vallée Poussin (1866-1962), een bekend wiskundige was.
- Bibliothèque nationale de France: cb16161715m (data)
- Gemeinsame Normdatei: 1118102495
- International Standard Name Identifier: 0000 0000 7316 3290
- Virtual International Authority File: 102438671
- WorldCat: E39PBJhX9Rm69pbYGGQbW4BHG3